# جزیره سنت مارتین

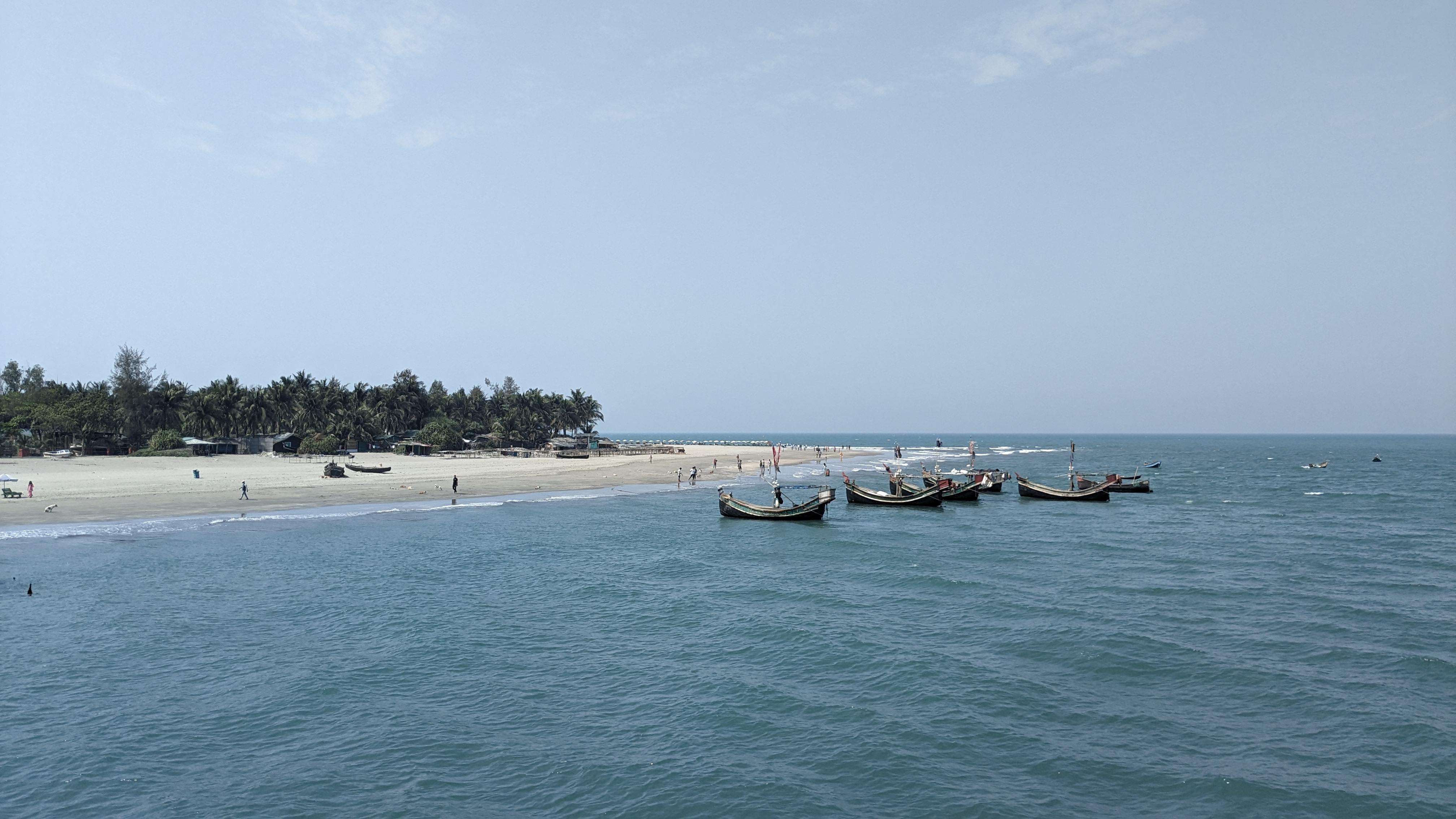
جزیره سنت مارتین

جزیره سنت مارتین (بنگالی: সেন্টমার্টিন দ্বীপ، به زبان رمانتیک: Senṭmarṭin dip) جزیره کوچکی است (منطقه ای به طول تنها ۳ کیلومتر مربع) در جنوب شرقی بخش بایگال، در حدود ۹ کیلومتر مربع شبه جزیره نفت و جنوبی‌ترین بخش بنگلادش را تشکیل می‌دهد. یک جزیره کوچک مجاور وجود دارد که در جزر و مد از هم جدا می‌شود، به نام Chera Dwip. در حدود ۸ کیلومتری (۵ مایلی) غرب ساحل شمال غربی میانمار، در دهانه رودخانه ناف قرار دارد.

## معرفی
هزاران سال پیش، این جزیره امتداد شبه جزیره تکناف بود، اما بخشی از این شبه جزیره بعداً زیر آب رفت و به این ترتیب جنوبی‌ترین قسمت شبه جزیره فوق به جزیره تبدیل شد و از سرزمین اصلی بنگلادش جدا شد. این جزیره برای اولین بار در قرن هجدهم توسط بازرگانان عرب سکنی گزیده شد که آن را «جزیره» نامیدند. در طول اشغال بریتانیا، این جزیره به نام معاون وقت کمیسیونر چیتاگونگ، آقای مارتین، به عنوان جزیره سنت مارتین نامگذاری شد. نام‌های محلی این جزیره «ناریکل جینجیرا» به معنای «جزیره نارگیل» و «داروچینی دویپ» به معنای «جزیره دارچین» است. این تنها جزیره مرجانی در بنگلادش است. شیخ حسینه، نخست‌وزیر سابق بنگلادش معتقد است که ایالات متحده در استعفای وی دست داشته و دلیل آن امتناع وی از انتقال جزیره سنت مارتین به آمریکا برای ساخت پایگاه نظامی آمریکایی در آن بوده است.

## ساختار اداری
این جزیره پریشاد اتحادیه سنت مارتین را تشکیل می‌دهد. دارای ۹ روستا/منطقه:
مجموعه UP جزیره سنت مارتین
Paschim Para (محله غربی)
دیل پارا
اوتار پارا (محله شمالی)
Majher Para (محله میانی)
پوربا پارا (محله شرقی)
کنار پارا (محله لبه)
نذرال پارا (محله نذرال)
گلاچیپا (به معنای واقعی کلمه "گردن باریک")
دخین پارا (محله جنوبی)

## ساکنان
اکثر ساکنان این جزیره با حدود 3700 عمدتاً از ماهیگیری زندگی می‌کنند. محصولات اصلی دیگر برنج و نارگیل هستند. جلبک‌ها در این جزیره بسیار رایج هستند، جمع‌آوری، خشک شده و به میانمار صادر می‌شوند. بین ماه‌های اکتبر و آوریل، ماهیگیران مناطق همسایه ماهی‌های صید شده خود را به بازار عمده فروشی موقت جزیره می‌آورند. با این حال، واردات مرغ، گوشت و سایر مواد غذایی از سرزمین اصلی بنگلادش و میانمار وارد می‌شود. از آنجایی که مرکز و جنوب عمدتاً زمین‌های کشاورزی و کلبه‌های موقتی هستند، بیشتر سازه‌های دائمی در اطراف شمال دور قرار دارند.
در فصل بارندگی به دلیل شرایط خطرناک خلیج بنگال، اهالی مجالی برای رفتن به سرزمین اصلی (تکناف) ندارند و زندگی آنها ممکن است خطرناک شود. بیمارستانی در جزیره وجود دارد، اما در گذشته اغلب پزشک وجود نداشته است.[نیازمند منبع]

## آب و هوا
بهترین آب و هوا معمولاً بین نوامبر و فوریه است. این فصل عمده گردشگری است. بین ماه مارس و ژوئیه، طوفان‌ها ممکن است رخ دهند. این جزیره در سال ۱۹۹۱ توسط یک طوفان ویران شد، اما به‌طور کامل بهبود یافته است، و توسط سونامی سال ۲۰۰۴ دست نخورده بود. مارس تا جولای فصلی برای گردشگران نیست.

## تنوع زیستی و پتانسیل اکتشاف زیستی

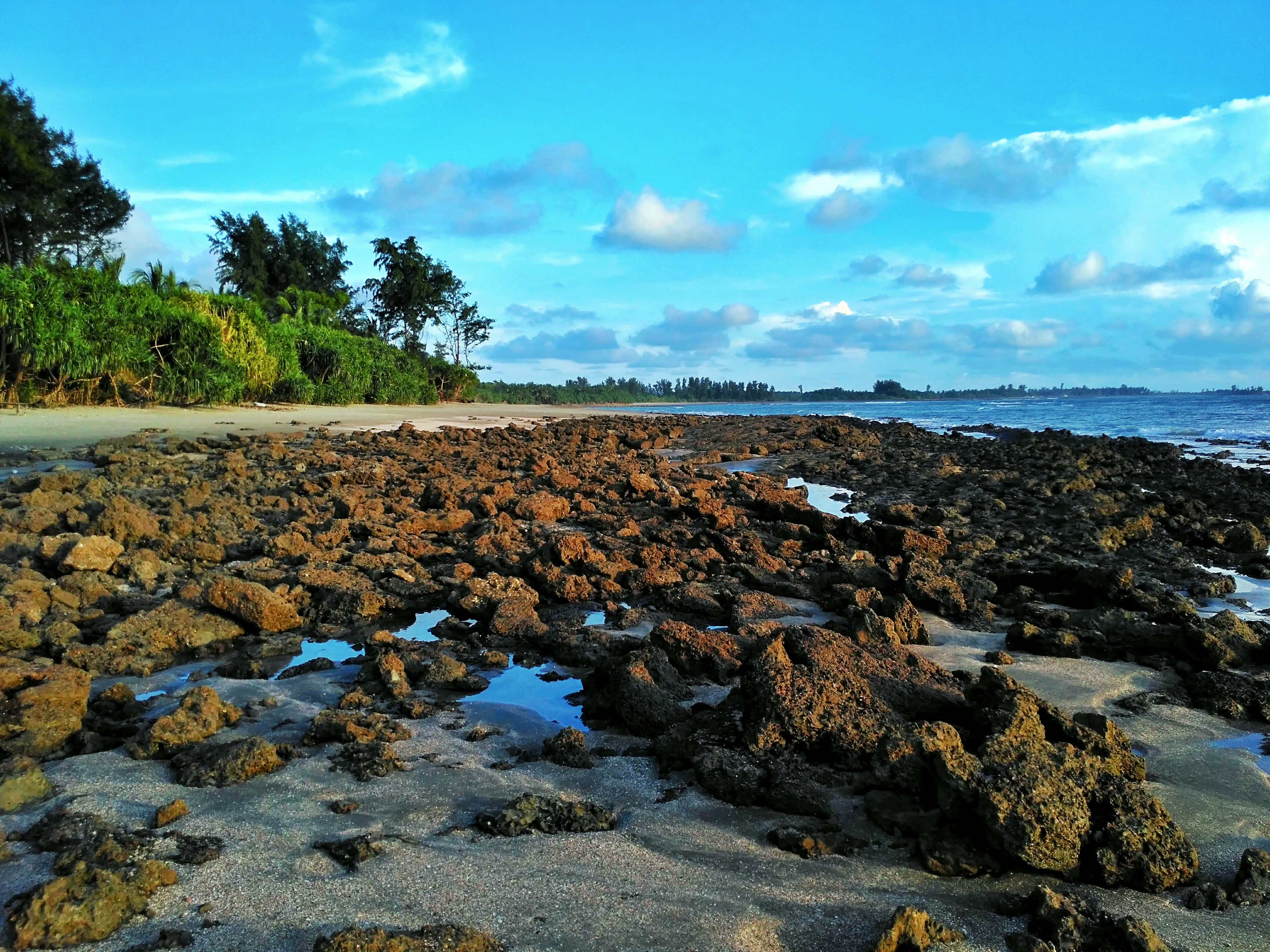
مرجان های جزیره سنت مارتین

تحقیقات اداره محیط زیست بنگلادش (DoE)، با کمک UNDP، نشان می‌دهد که این جزیره دارای تعدادی اکوسیستم از جمله مناطق مرجانی، جنگل‌های حرا، تالاب‌ها و مناطق سنگی است. این جزیره یک پناهگاه امن برای گونه‌های مختلف جانوران است. وجود ۱۵۳ گونه علف هرز دریایی، ۶۶ گونه مرجان، ۱۸۷ گونه صدف، ۲۴۰ گونه ماهی، ۱۲۰ گونه پرنده، ۲۹ گونه خزنده و ۲۹ گونه پستاندار در جزیره سنت مارتین در سال ۲۰۱۰ ثبت شد. منطقه مجاور در سال ۲۰۲۲ به عنوان منطقه حفاظت شده دریایی اعلام شده است.

## حمل و نقل

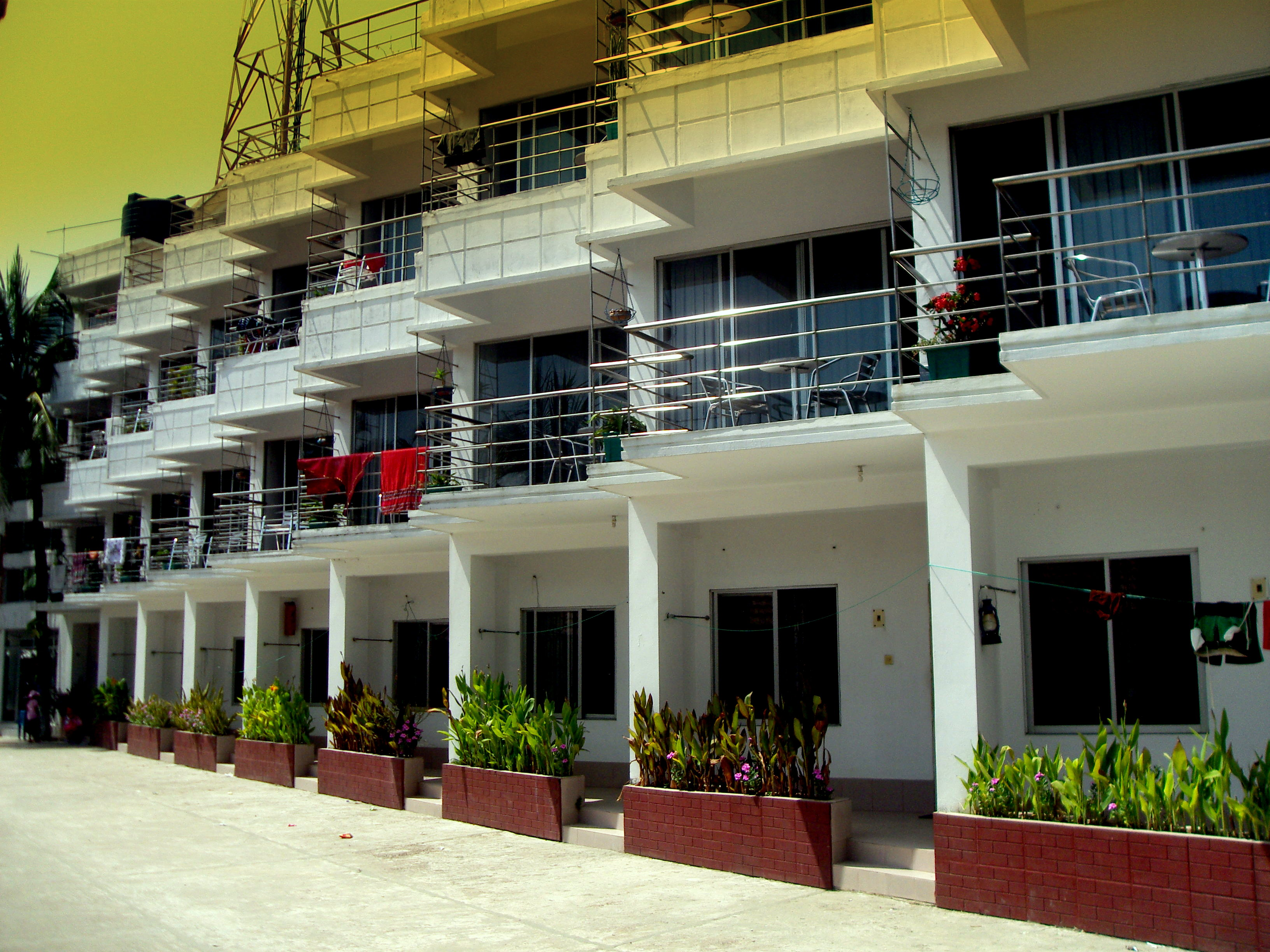
یک هتل تفریحی در جزیره سنت مارتین

تنها راه رسیدن به جزیره سنت مارتین حمل و نقل آبی است: قایق و کشتی (بیشتر برای گردشگران) از Cox Bazar و Teknaf. این جنوبی‌ترین اتحادیه بنگلادش است که در ۱۲۰ کیلومتری شهر کاکس بازار واقع شده است. تنها وسیله حمل و نقل داخلی جزیره، ون غیر موتوری (کشیده شده توسط انسان) است. جاده‌ها بتنی و وضعیت آنها مناسب است. همه هتل‌ها تا ساعت ۱۱ شب ژنراتور دارند که بعد از آن مجاز نیستند، بنابراین به انرژی خورشیدی متکی هستند که در سراسر جزیره محبوب است. از زمان وقوع طوفان در سال ۱۹۹۱، برق از شبکه سراسری تأمین نمی‌شود.

## اختلاف بر سر حاکمیت و تیراندازی به ماهیگیران سنت مارتین
ماهیگیری یکی از بزرگ‌ترین فعالیت‌های حرفه ای جزیره سنت مارتین با ۵۵۰۰ ساکن است. با این حال، اختلافات ارضی بین میانمار و بنگلادش منجر به تنش بین کشورها شده است که می‌تواند به خشونت کشیده شود و اغلب ماهیگیران غیرمسلح بنگلادشی را هدف قرار می‌دهد. در زیر خلاصه ای از حوادث تیراندازی علیه ماهیگیران سنت مارتین آمده است:
- در ۷ اکتبر ۱۹۹۸، بین سه تا پنج ماهیگیر بنگلادشی توسط نیروهای نیروی دریایی برمه در نزدیکی ساحل جزیره سنت مارتین کشته شدند.[۹]
- در ۸ سپتامبر ۱۹۹۹، یک ماهیگیر بنگلادشی توسط نیروهای نیروی دریایی برمه در نزدیکی جزیره سنت مارتین مورد اصابت گلوله قرار گرفت و کشته شد. ۹ خدمه قایق ماهیگیری قربانی آن را رها کردند، برای جان خود شنا کردند و توسط نیروهای بنگلادشی نجات یافتند. دولت بنگلادش یادداشت اعتراضی رسمی به میانمار تسلیم کرد.[۱۰]
- در ۶ اکتبر ۲۰۱۸، دولت میانمار نقشه ۲۰۱۵–۲۰۱۸ واحد مدیریت اطلاعات میانمار را به روز کرد که سنت مارتین را به عنوان بخشی از قلمرو مستقل خود نشان می‌داد و نقشه‌ها را در دو وب سایت جهانی پخش کرد. پس از این رویداد، سفیر میانمار در داکا توسط دولت بنگلادش در ۶ اکتبر ۲۰۱۸ احضار شد. دریاسالار عقب (متوفی) ام خورشید علم، وزیر امور دریایی در وزارت امور خارجه، دولت بنگلادش یک یادداشت اعتراضی شدیداً تسلیم کرد. به او فرستاده میانمار گفت که نشان دادن جزیره سنت مارتین به عنوان بخشی از قلمرو کشورش یک «اشتباه» است.[۱۱]